# Junji Nishikawa
Junji Nishikawa (西川 潤之 Nishikawa Junji?,  29 de junio de 1907 - ?) fue un futbolista japonés que se desempeñaba como guardameta.
Nishikawa fue elegido para integrar la selección nacional de Japón para los Juegos del Lejano Oriente de 1927. En 1927, Nishikawa jugó 2 veces para la selección de fútbol de Japón.

## Trayectoria

### Clubes
| Club                 | País  | Año  |
| -------------------- | ----- | ---- |
| Universidad de Hosei | Japón | ???? |

### Selección nacional
| Selección | País  | Año  |
| --------- | ----- | ---- |
| Absoluta  | Japón | 1927 |

## Estadística de equipo nacional
| Selección de Japón | Selección de Japón | Selección de Japón |
| Año                | Part.              | Goles              |
| ------------------ | ------------------ | ------------------ |
| 1927               | 2                  | 0                  |
| Total              | 2                  | 0                  |